# Lhotka nad Labem
Lhotka nad Labem là một làng thuộc huyện Litoměřice, vùng Ústecký, Cộng hòa Séc.